# Welschenbach
Welschenbach település Németországban, Rajna-vidék-Pfalz tartományban. Lakosainak száma 47 fő (2023. december 31.).

## Népesség
A település népességének változása:
| Lakosok száma | 80   | 47   | 49   | 47   | 51   | 47   |
|               | 1975 | 2017 | 2019 | 2021 | 2022 | 2023 |